# Phaenocarpa antichaetae
Phaenocarpa antichaetae är en stekelart som beskrevs av Fischer 1974. Phaenocarpa antichaetae ingår i släktet Phaenocarpa och familjen bracksteklar. Inga underarter finns listade i Catalogue of Life.